# Ljubiša Stefanović
Ljubiša Stefanović (* 4. Januar 1910 in Belgrad, Serbien; † 17. Mai 1978 in Nizza, Frankreich) war ein jugoslawisch-französischer Fußballspieler.
Stefanović, der auf Vereinsebene für diverse jugoslawische und französische Mannschaften aktiv war, gehörte der jugoslawischen Fußballnationalmannschaft an und nahm mit ihr an der ersten Fußball-Weltmeisterschaft 1930 teil. Dort kam der Abwehrspieler in den Gruppenspielen gegen Brasilien und Bolivien, sowie im Halbfinale gegen Uruguay zum Einsatz. Stefanović sowie Ivan Bek und Branislav Sekulić, die auch in Frankreich spielten, waren die ersten „Legionäre“, die bei WM-Endrunden eingesetzt wurden. Insgesamt absolvierte er im Jahr 1930 vier Länderspiele für Jugoslawien.
Am 29. Dezember 1932 nahm Stefanović die französische Staatsangehörigkeit an und war fortan Doppelstaatsbürger.